# 黎熙宗
黎熙宗（越南语：／；1663年4月22日—1716年6月4日），名黎維祫（越南语：／），又名黎維禛，是越南後黎朝第二十代君主，1675年—1705年在位。

## 生平
黎熙宗是黎神宗黎維祺第四子，母親鄭氏玉搢，由權臣鄭柞所立，即位後改元永治，五年後又改元正和。
永治元年（1676年），他命工部尚書胡士揚修國史。
永治二年（1677年），派丁文左討伐在高平的莫敬宇，他逃到中國清朝境內的龍州。
永治五年（1680年）十月庚午，彗出於西，大赦並改元正和。
正和三年（1682年）正月遣申璿、鄧公瓆等至清歲貢，並告玄宗哀及求封。同年八月權臣西王鄭柞薨，子鄭根襲位。
正和二十六年（1705年），傳位於皇太子黎維禟，是為裕宗，他成為太上皇，以誔日爲「春明聖節」。
永盛十二年四月十五日（1716年5月22日），熙宗去世，壽五十四歲，廟號熙宗，諡號聰敏英果敦豁寬裕偉度徽恭章皇帝，葬於富寧陵。

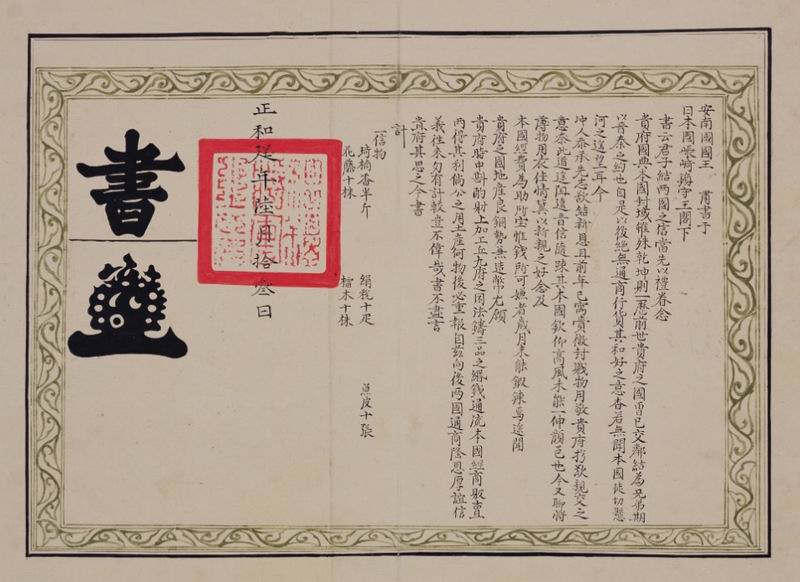
正和九年安南國王呈上長崎奉行書

## 評價
《大越史記全書》:「帝遵守成業，端拱而治，紀綱振舉，賞罰嚴明，公卿多稱所職，百吏奉法，庶民安業，永治，正和之政，號爲中興首稱焉。」

## 家庭

### 兄弟
- 黎真宗 黎維祐
- 黎玄宗 黎維䄔
- 黎嘉宗 黎維禬

### 後宮
- 阮氏玉第，黎裕宗生母，追尊溫慈皇太后[5]

### 子女
- 黎裕宗 黎維禟
- 黎維祝